# Merishausen
Merishausen is een gemeente en plaats in het Zwitserse kanton Schaffhausen. Merishausen telt 694 inwoners.

## Geboren
- Kurt Bächtold (1918-2009), historicus, journalist en politicus

- Gemeinsame Normdatei: 4074734-7
- Historisch woordenboek van Zwitserland: 001278
- Virtual International Authority File: 236366215
- WorldCat: E39PBJqVQWfFpwVvDK8pfYk7HC

Bargen · Beggingen · Beringen · Buch · Buchberg · Büttenhardt · Dörflingen · Gächlingen · Hallau · Hemishofen · Lohn · Löhningen · Merishausen · Neuhausen am Rheinfall · Neunkirch · Oberhallau · Ramsen · Rüdlingen · Schaffhausen · Schleitheim · Siblingen · Stein am Rhein · Stetten · Thayngen · Trasadingen · Wilchingen